# 天王寺さんはボドゲがしたい
『天王寺さんはボドゲがしたい』(てんのうじさんはボドゲがしたい）は、mononofuによる日本の漫画作品。『月刊キスカ』（竹書房）にて、2018年10月号から2020年9月号まで連載された。完結後に特別編が同誌2020年11月号に掲載された。

## あらすじ
いつも無口でクールな天王寺ユリア。そんな天王寺のことが気になる南森。ある日ゲームボード部の部室を覗いてしまい、天王寺の本性が明らかとなる。彼女は人見知りなだけだったのだ。

## 登場人物
天王寺ユリア（てんのうじ ユリア）
本作の主人公。容姿端麗のハーフ女子高生。 極度の人見知りでクラスメイトと話すことさえできない。
南森ゆき（みなみもり ゆき）
天王寺ユリアのクラスメイトの女子高生。 ボードゲーム部に入る。天王寺ユリアをライバル視しており、一泡吹かせたいと考えている。

## 作中に出てくるゲーム
- カタンの開拓者たち
- サウマウマウ
- 魔法の掃除機
- ミスター・ジャック
- ザ・マインド
- ソレニア
- ねことねずみの大レース
- ミープルサーカス
- ガイスター

## 書誌情報
- mononofu 『天王寺さんはボドゲがしたい』 竹書房〈バンブーコミックス〉、全4巻
  1. 2019年3月7日発売[3][4]、ISBN 978-4-8019-6547-8
  2. 2019年9月13日発売[5]、ISBN 978-4-8019-6733-5
  3. 2020年2月27日発売[6]、ISBN 978-4-8019-6875-2
  4. 2020年10月9日発売[7]、ISBN 978-4-8019-7110-3